# باي شور
باي شوري (بالإنجليزية: Bay Shore)‏ هي قرية غير مضمنة في ولاية نيويورك الأمريكية.
يبلغ عدد سكانها حسب تعداد سنة 2000: 23,852 نسمة. ويبلغ عددهم حسب تقدير 2007 حوالي:24,600 نسمة.

## التركيبة السكانية
حدّد مكتب تعداد الولايات المتحدة بيانات التركيبة السكانية لباي شور في تعداد الولايات المتحدة. في ما يلي، التركيبة السكانية حسب تعدادي 2000 و2010.

### تعداد عام 2000
بلغ عدد سكان باي شور 23,852 نسمة بحسب تعداد عام 2000، وبلغ عدد الأسر 8,194 أسرة وعدد العائلات 5,533 عائلة مقيمة في المنطقة السكنية. في حين سجلت الكثافة السكانية 1,668 نسمة لكل كيلومتر مربع (4,320.1/ميل2). وبلغ عدد الوحدات السكنية 8,639 وحدة بمتوسط كثافة قدره 604.1 لكل كيلومتر مربع (1,564.6/ميل2).
وتوزع التركيب العرقي للمنطقة السكنية بنسبة 68.84% من البيض و17.15% من الأمريكيين الأفارقة و0.45% من الأمريكيين الأصليين و2.35% من الأمريكيين ذوي الأصول الآسيوية و0.03% من سكان جزر المحيط الهادئ و7.19% من الأعراق الأخرى و3.99% من عرقين مختلطين أو أكثر و19.86% من الهسبانيون أو اللاتينيون من أي عرق.
بلغ عدد الأسر 8,194 أسرة كانت نسبة 37.5% منها لديها أطفال تحت سن الثامنة عشر تعيش معهم، وبلغت نسبة الأزواج القاطنين مع بعضهم البعض 46.8% من أصل المجموع الكلي للأسر، ونسبة 15.2% من الأسر كان لديها معيلات من الإناث دون وجود شريك، بينما كانت نسبة 5.5% من الأسر لديها معيلون من الذكور دون وجود شريكة وكانت نسبة 32.5% من غير العائلات. تألفت نسبة 25.9% من أصل جميع الأسر من عدة أفراد يعيشون في نفس المنزل ونسبة 10.5% كانت تتألف من شخص يعيش بمفرده يبلغ من العمر 65 عاماً أو أكثر. وبلغ متوسط حجم الأسرة المعيشية 2.83، أما متوسط حجم العائلات فبلغ 3.40.
بلغ العمر الوسطي للسكان 35.3 عاماً. وكانت نسبة 25.8% من القاطنين تحت سن الثامنة عشر، وكانت نسبة 7.5% بين الثامنة عشر والرابعة والعشرين عاماً، ونسبة 31.9% كانت واقعةً في الفئة العمرية ما بين الخامسة والعشرين والرابعة والأربعين عاماً، ونسبة 20.9% كانت ما بين الخامسة والأربعين والرابعة والستين، ونسبة 11.1% كانت ضمن فئة الخامسة والستين عاماً فما فوق. يوجد لكل 100 أنثى 94.4 ذكر، ويوجد لكل 100 أنثى في الثامنة عشر من عمرها فما فوق 90.9 ذكر.
بلغ متوسط دخل الأسرة في المنطقة السكنية 45,028 دولارًا، أما متوسط دخل العائلة فبلغ 61,298 دولارًا. وكان متوسط دخل الذكور 42,997 دولارًا مقابل 33,875 دولارًا للإناث. وسجل دخل الفرد الخاص بالمنطقة السكنية 32,629 دولارًا. وكانت نسبة 11.8% من العائلات ونسبة 16.4% من السكان تحت خط الفقر، وكان من هؤلاء نسبة 29% تحت سن الثامنة عشر ونسبة 7.9% في الخامسة والستين من العمر وما فوق.

### تعداد عام 2010
بلغ عدد سكان باي شور 26,337 نسمة بحسب تعداد عام 2010، وبلغ عدد الأسر 9,064 أسرة وعدد العائلات 6,079 عائلة مقيمة في المنطقة السكنية. في حين سجلت الكثافة السكانية 1,841.7 نسمة لكل كيلومتر مربع (4,770.0/ميل2). وبلغ عدد الوحدات السكنية 9,663 وحدة بمتوسط كثافة قدره 675.7 لكل كيلومتر مربع (1,750.1/ميل2).
وتوزع التركيب العرقي للمنطقة السكنية بنسبة 60.97% من البيض و19.63% من الأمريكيين الأفارقة و0.66% من الأمريكيين الأصليين و3.25% من الأمريكيين ذوي الأصول الآسيوية و0.04% من سكان جزر المحيط الهادئ و11.27% من الأعراق الأخرى و4.18% من عرقين مختلطين أو أكثر و30.76% من الهسبانيون أو اللاتينيون من أي عرق.
بلغ عدد الأسر 9,064 أسرة كانت نسبة 36.7% منها لديها أطفال تحت سن الثامنة عشر تعيش معهم، وبلغت نسبة الأزواج القاطنين مع بعضهم البعض 42.7% من أصل المجموع الكلي للأسر، ونسبة 17.9% من الأسر كان لديها معيلات من الإناث دون وجود شريك، بينما كانت نسبة 6.5% من الأسر لديها معيلون من الذكور دون وجود شريكة وكانت نسبة 32.9% من غير العائلات. تألفت نسبة 27% من أصل جميع الأسر من عدة أفراد يعيشون في نفس المنزل ونسبة 11.3% كانت تتألف من شخص يعيش بمفرده يبلغ من العمر 65 عاماً أو أكثر. وبلغ متوسط حجم الأسرة المعيشية 2.88، أما متوسط حجم العائلات فبلغ 3.45.
بلغ العمر الوسطي للسكان 37.4 عاماً. وكانت نسبة 24.6% من القاطنين تحت سن الثامنة عشر، وكانت نسبة 9.1% بين الثامنة عشر والرابعة والعشرين عاماً، ونسبة 27.8% كانت واقعةً في الفئة العمرية ما بين الخامسة والعشرين والرابعة والأربعين عاماً، ونسبة 26.6% كانت ما بين الخامسة والأربعين والرابعة والستين، ونسبة 11.9% كانت ضمن فئة الخامسة والستين عاماً فما فوق. وتوزع التركيب الجنسي للسكان بنسبة 48.5% ذكور و51.5% إناث.

## أعلام
- غروفر فرويز
- انيد ماركي
- إيفي شانون
- كارل آدامز
- شاول كريبك
- فيل بويل
- جورج كيفر
- مارسيا كلارك
- ويليام راسيل ويلكوكس
- إرنست غرينوود